# Burg Talmberk
Die Burg Talmberk (deutsch: Burg Talenberg, Burg Talmberg (1297), Burg Tallenberg) ist eine mittelalterliche Burgruine östlich von Sázava in Talmberk im Okres Kutná Hora in der Region Mittelböhmen in Tschechien.

## Lage
Die Ruine der Höhenburg befindet sich auf einem leicht über dem Tal liegenden Bergabsatz mitten im Ort Talmberk. Im Norden liegt der Bergrücken; nach Osten, Süden und Westen fällt das Gelände steil ab.

## Geschichte

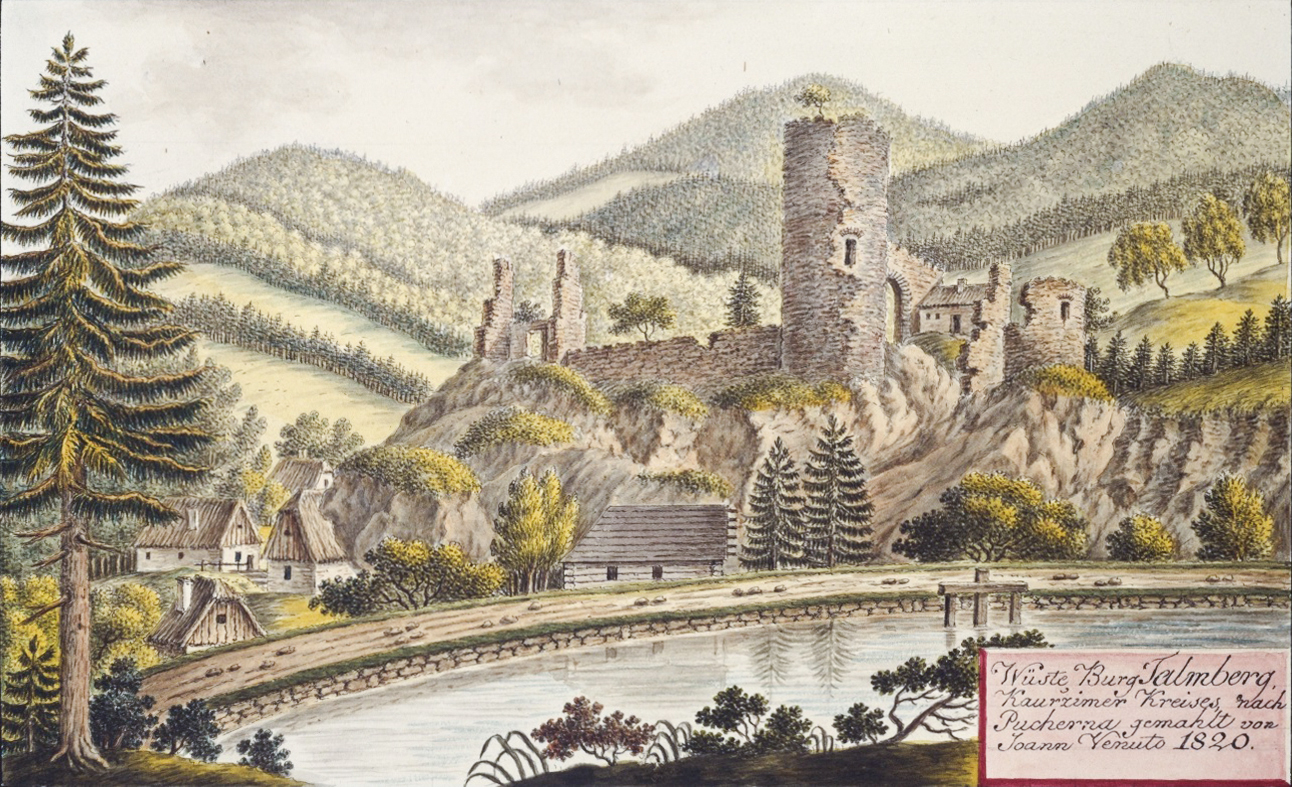
Wüste Burg Talmberg, Joann Venuto, 1820

Entweder wurde die Burg von Arnoist von Kouniců (deutsch: Kaunitz) oder von Hrozniata von Auzicz (heute: Úžice u Kutné Hory) gebaut, der Burggraf der Prager Burg war und für seine Verdienste von Wenzel II. mit dem Gebiet nördlich der Sázava um Úžice u Kutné Hory belohnt wurde. Die Burg wird erstmals 1297 genannt, als Vilem von Talmberk erwähnt wird. 1390 war Diviš von Talmberk (deutsch: Diwisch) Burgherr. Havel Medek von Valdek eroberte die Burg im gleichen Jahr und nahm Diviš gefangen. 1397 musste Diviš nach Beschluss des Provinzgerichts freigelassen werden und erhielt seine Burg zurück. 1533 gilt die Burg als verlassen.
Besonders im 18. und 19. Jh. wurden Häuser auf dem Burgareal errichtet. 1933 stürzte ein Teil des Hauptturms ein; daraufhin wurde noch mehr abgetragen, um die Sicherheit der Dorfbewohner zu gewährleisten.

## Anlage

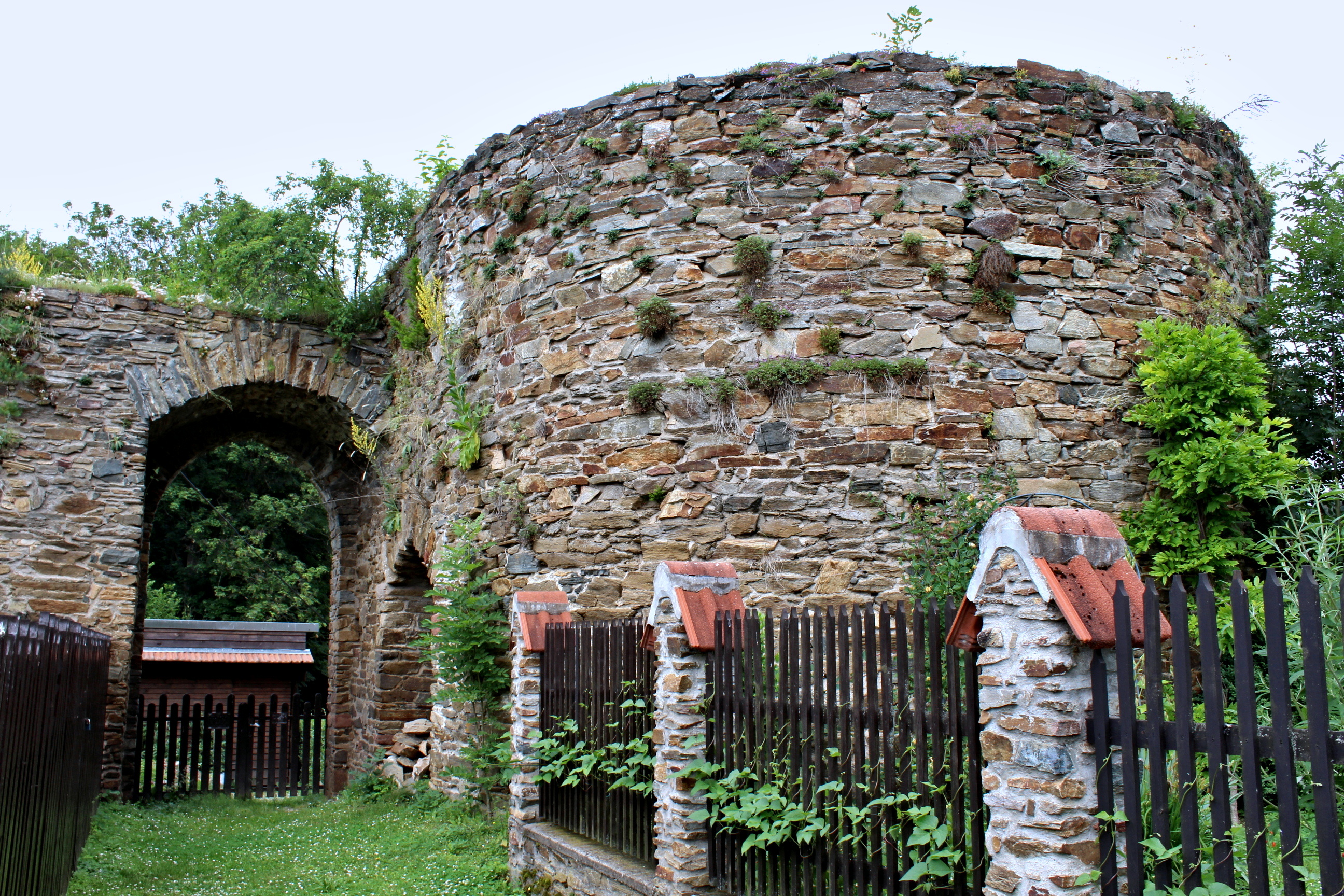
Tor- und Turmrest im Norden der Burg

Der größte Teil der Burg befindet sich auf verschiedenen Privatgrundstücken. Der rechteckige Innenhof wurde ergänzt durch einen Turm im Nordosten, einem Wohngebäude im Süden, sowie einer Vorburg im Norden, die durch einen Graben von der Hauptburg getrennt war. Heute sind lediglich Reste der Ringmauer und des Turmes erhalten.

## Trivia
Die Orte Talberk und Uzice sind Schauplatz des PC Rollenspiels Kingdom Come: Deliverance. Auch Divisch von Talmberk und dessen Geschichte wird in dem Spiel aufgegriffen.  